# Boogeyman 2
Boogeyman 2 és una pel·lícula de terror americana dirigida per Jeff Betancourt, estrenada el 2007.

## Argument
Boogeyman 2 conta la història de Laura, una noia traumatitzada pel Boogeyman. El seu germà, Henry, li recomana d'anar a seguir un tractament a l'hospital. Laura és ben acollida per la Jessica Ryan, metge i psiquiatra de renom. Coneix altres que segueixen també un tractament. La tarda de l'arribada de Laura, Glòria troba el cadàver de Mark a l'ascensor. I és llavors quan la matança comença… Qui sembla Boogeyman mata tots els pacients un per un, tot fent-los viure la seva pitjor por.

## Repartiment
- Danielle Savre: Laura Porter
- Matt Cohen: Henry Porter
- Chrissy Griffith: Nicky
- Michael Graziadei: Darren
- Mae Whitman: Alison
- Renee O'Connor: Jessica Ryan
- Tobin Bell: Mitchell Allen
- Johnny Simmons: Paul
- David Gallagher: Mark
- Lesli Margherita: Gloria
- Tom Lenk: Perry
- Lucas Fleischer: Mr. Porter
- Suzanne Jamieson: Sra. Porter